# Наркевицька селищна територіальна громада
Наркевицька селищна територіальна громада  — об'єднана територіальна громада в Україні, у Хмельницькому районі Хмельницької області. Адміністративний центр — селище Наркевичі.
Площа громади — 214,94 км², населення — 6256 мешканців (2018).
Утворена 13 серпня 2015 року шляхом об'єднання Наркевицької селищної та Бубнівської, Дзеленецької, Пахутинецької, Трительницької, Чернявської, Шмирківської сільських рад Волочиського району.
Громада розташована на сході району. Межує на північному сході з Великозозулинецькою і Глібківською сільськими радами Красилівського району, на сході — з Чорноострівською селищною громадою, на півдні — з Гвардійською сільською громадою Хмельницького району, на південному заході з Війтовецькою селищною громадою, на заході — з Купільською сільською радою, на північному заході — з Поповецькою сільською радою Волочиського району.

## Населені пункти
У складі громади 16 населених пунктів — 1 селище і 15 сіл, які входять до 6 старостинських округів:
| Населений пункт | Старостинський округ | Населення (2015) |
| --------------- | -------------------- | ---------------- |
| Наркевичі       | центр ОТГ            | 1532             |
| Юхимівці        | —                    | 1015             |
| Бубнівка        | Бубнівський          | 947              |
| Пахутинці       | Пахутинецький        | 412              |
| Дзеленці        | Дзеленецький         | 395              |
| Шмирки          | Шмирківський         | 336              |
| Сергіївка       | Бубнівський          | 329              |
| Глядки          | Чернявський          | 292              |
| Трительники     | Трительницький       | 264              |
| Чернява         | Чернявський          | 237              |
| Личівка         | Шмирківський         | 213              |
| Баглаї          | Трительницький       | 202              |
| Новоленськ      | Бубнівський          | 188              |
| Кущівка         | Чернявський          | 127              |
| Копачівка Друга | Пахутинецький        | 99               |
| Березина        | —                    | 15               |

## Галерея

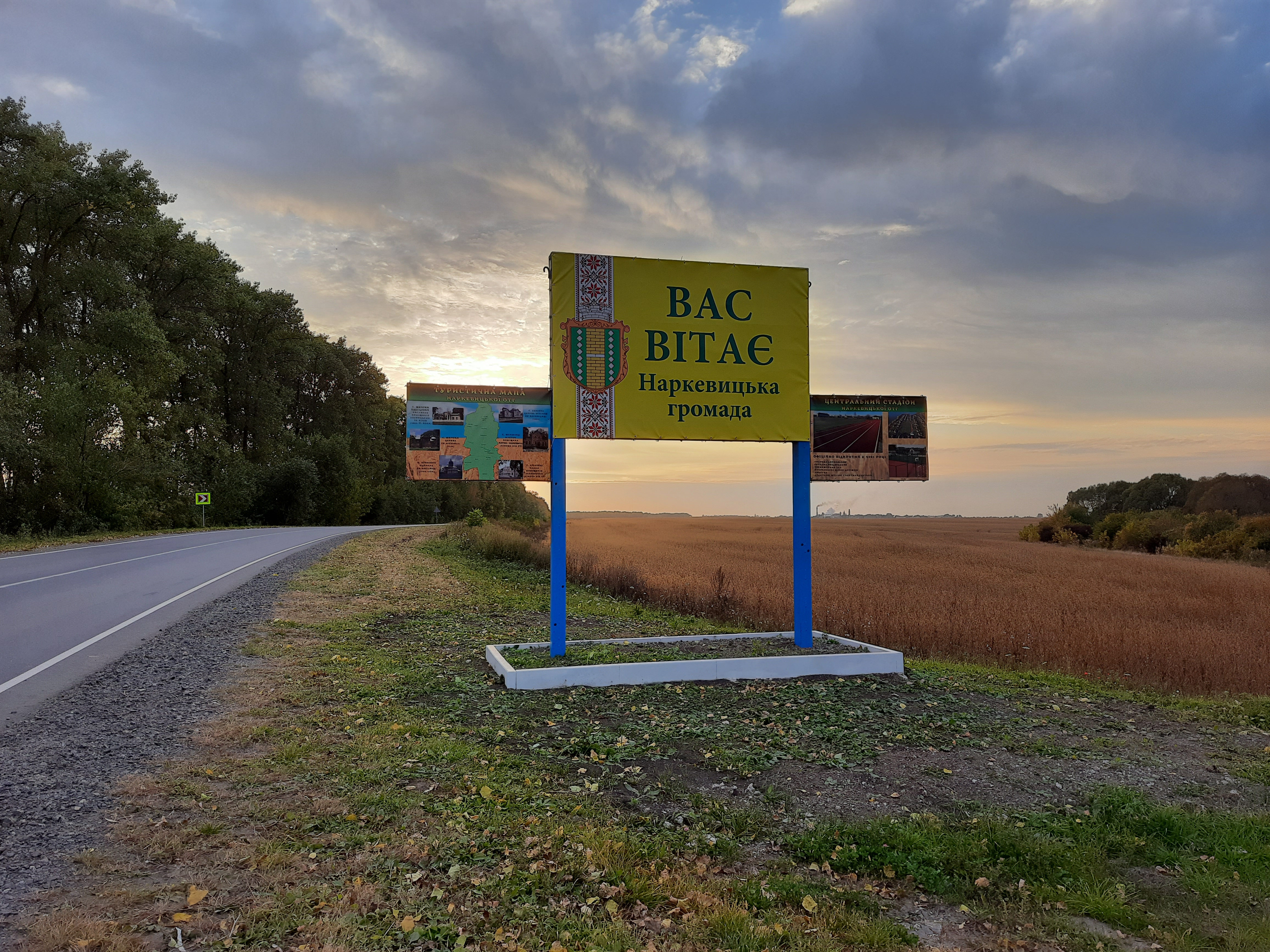
Знак при в'їзді на територію Наркевицької громади
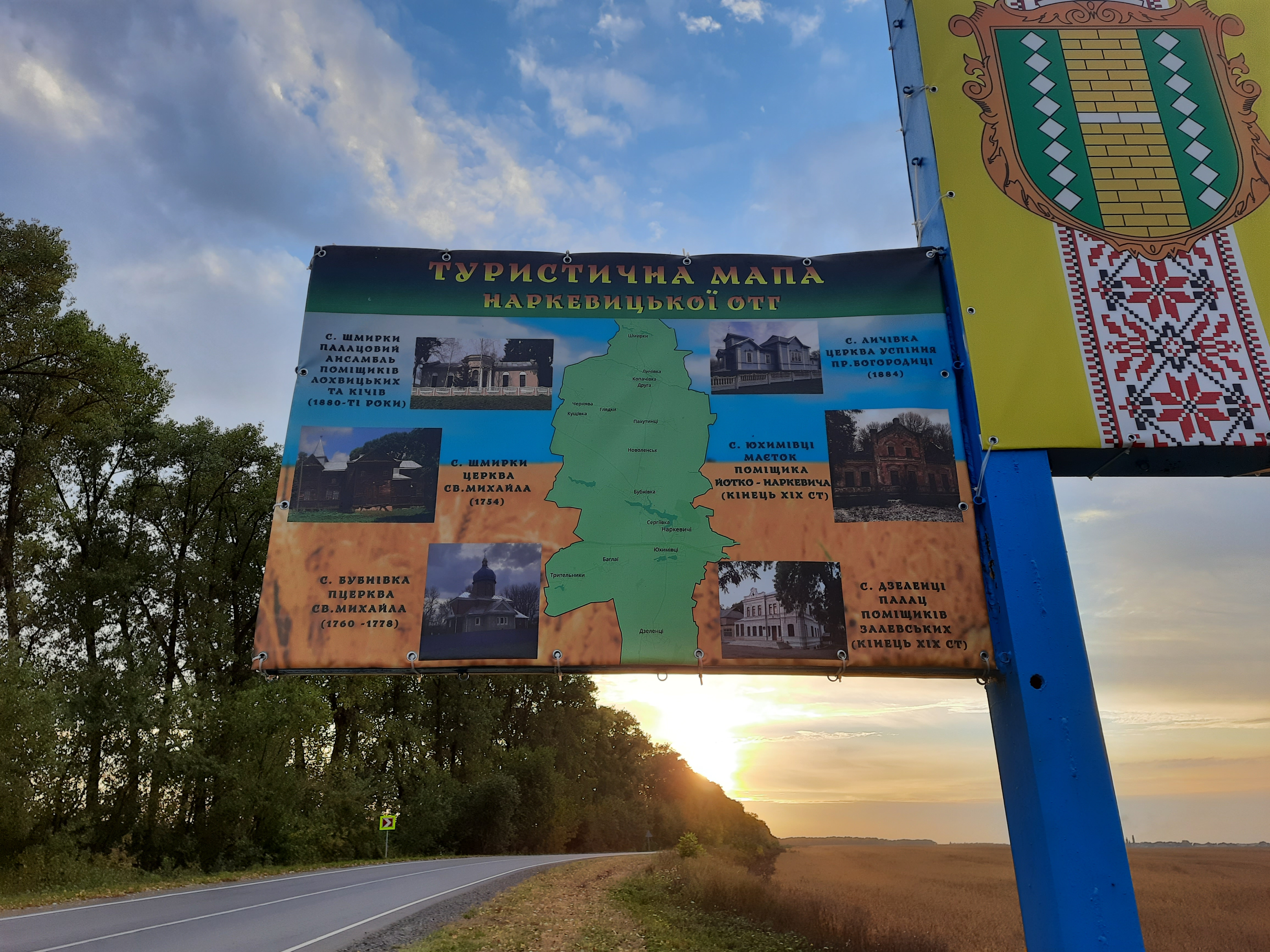
Туристична мапа Наркевицької громади